# Groote Kerk (Maassluis)

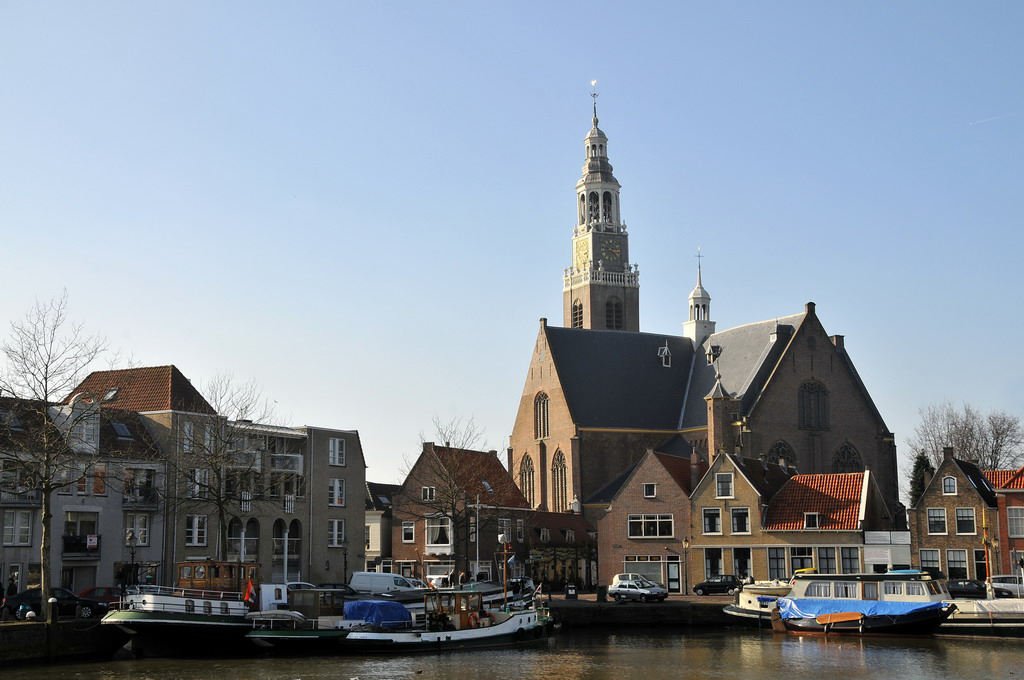
Groote Kerk (Maassluis)

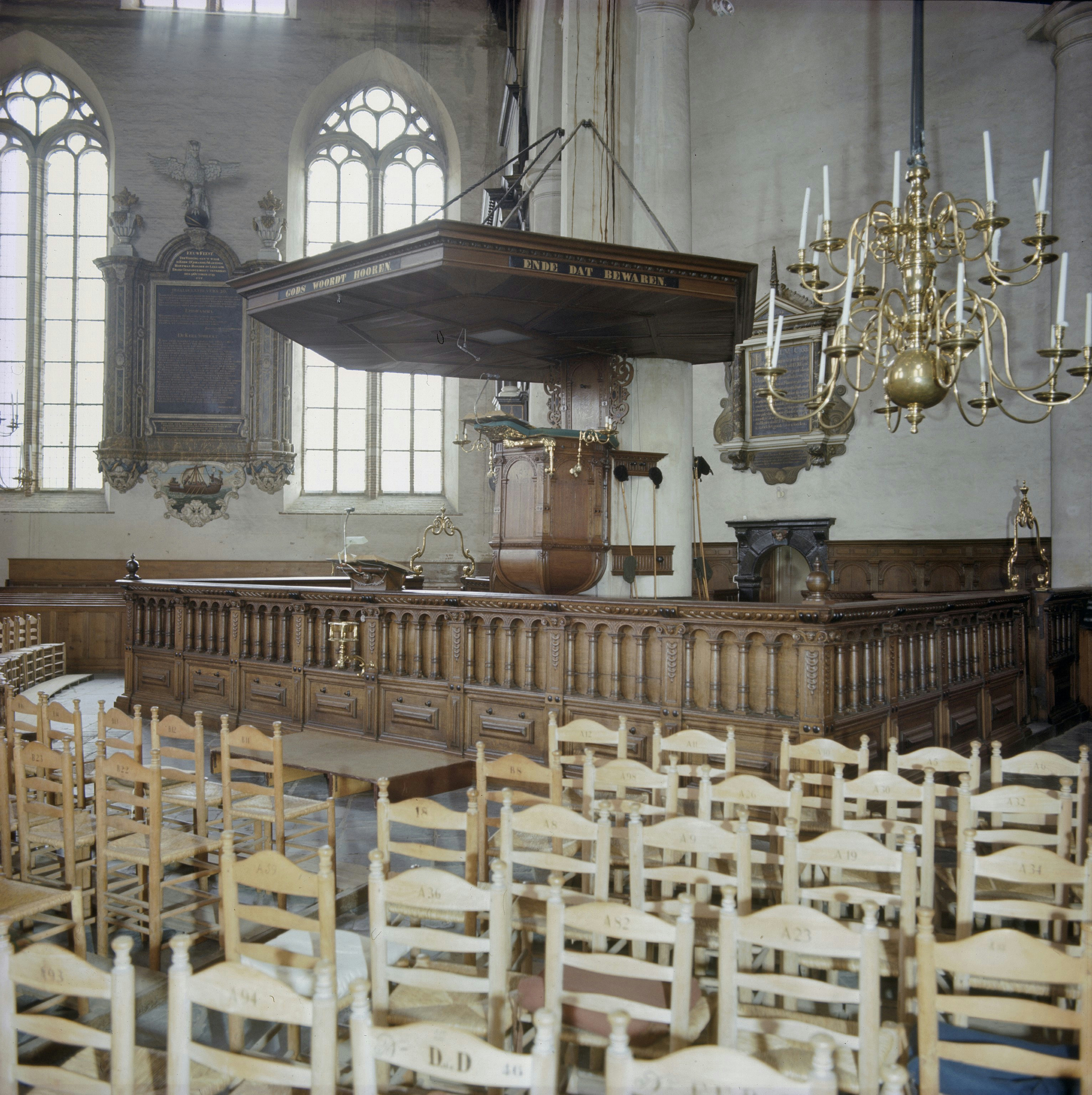
Innenansicht mit Kanzel

Die Groote Kerk (auch Nieuwe Kerk) ist ein Kirchengebäude einer reformierten Gemeinde innerhalb der Protestantischen Kirche in den Niederlanden in der Stadt Maassluis, die zwischen 1629 und 1639 erbaut wurde. Die Kirche wurde am 9. Oktober 1639 eingeweiht. Die Kirche ist unter anderem für ihre Garrels-Orgel bekannt und steht unter Denkmalschutz. Die Groote Kerk wurde so genannt, weil in Maassluis bereits um das Jahr 1500 eine kleinere Kirche gebaut worden war, die nach der Eröffnung der Groote Kerk geschlossen wurde.

## Geschichte
Die Kirche steht auf der Insel Kerkeiland, wo ein halbes Jahrhundert zuvor eine Schanze zum Schutz gegen spanische Truppen errichtet worden war. Die Bevölkerung war jedoch des Achtzigjährigen Krieges überdrüssig und ließ die Schanze schon Jahre vor Kriegsende abreißen.
Der Bau der Groote Kerk wurde durch Abgaben auf Heringsfänge finanziert. Die Kirche wurde nach dem Vorbild der einige Jahre zuvor errichteten Amsterdamer Noorderkerk gebaut, ebenfalls ein Zentralbau mit einem Grundriss in Form eines griechischen Kreuzes. Im Gegensatz zur Amsterdamer Vorbild zeigt die Groote Kerk noch gotische Formen, insbesondere die Spitzbogenfenster.
Bemerkenswert ist, dass das Gebäude von Anfang an als evangelische Kirche gebaut wurde. Damit ist sie eine der ersten protestantischen Kirchen in den Niederlanden. Der Bau dauerte länger als geplant, was auf die „Schäden an Leben und Eigentum“ in der Schlacht gegen die Freibeuter von Dünkirchen zurückzuführen war. Ursprünglich wurde die Kirche durch einen Vierungsturm bekrönt. Als sich dieser Turm als zu schwer erwies, wurde er durch einen kleineren ersetzt, und von 1648 bis 1650 wurde der heutige Westturm nach einem Entwurf von Arent van 's-Gravesande errichtet.
Am 18. März 1943 bombardierte ein Geschwader von zwölf Bombern Lockheed Ventura der Royal Australian Air Force gegen 15.30 Uhr das Kerkeiland, wobei neben der Groote Kerk auch mehrere Häuser schwer beschädigt wurden und 18 Zivilisten ums Leben kamen. Das eigentliche Ziel war die Witol-Ölraffinerie, aber aufgrund der großen Flughöhe, aus der die Bomber angriffen, verfehlte die Bombe ihr Ziel.
Die Orgel hat die Bombardierung überstanden, und bereits während des Zweiten Weltkriegs wurde damit begonnen, die Schäden an der Kirche zu beheben. Heute erinnern Gedenksteine auf dem Bürgersteig an diesen Bombenangriff.

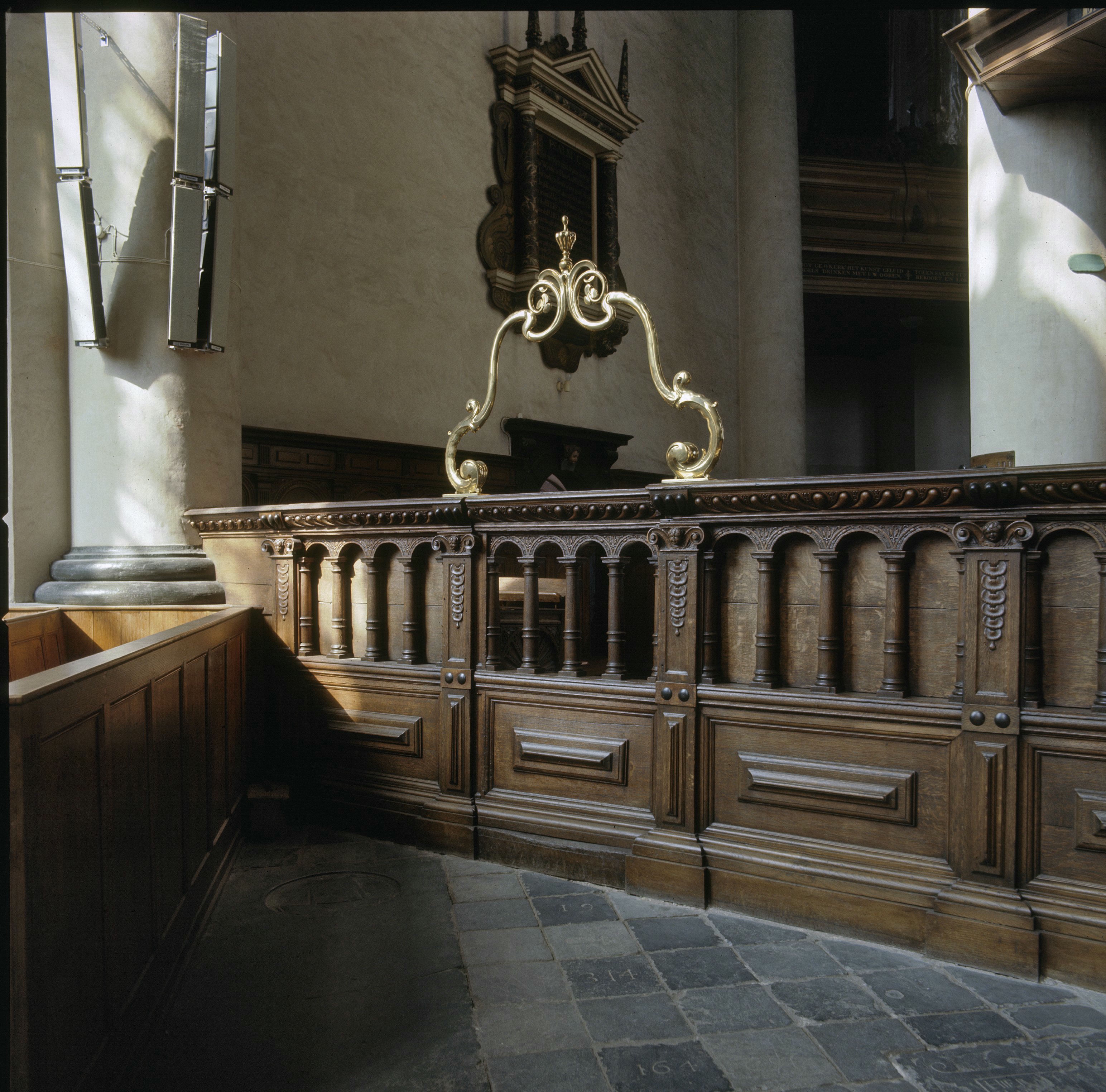
Innenansicht mit Taufgestühl

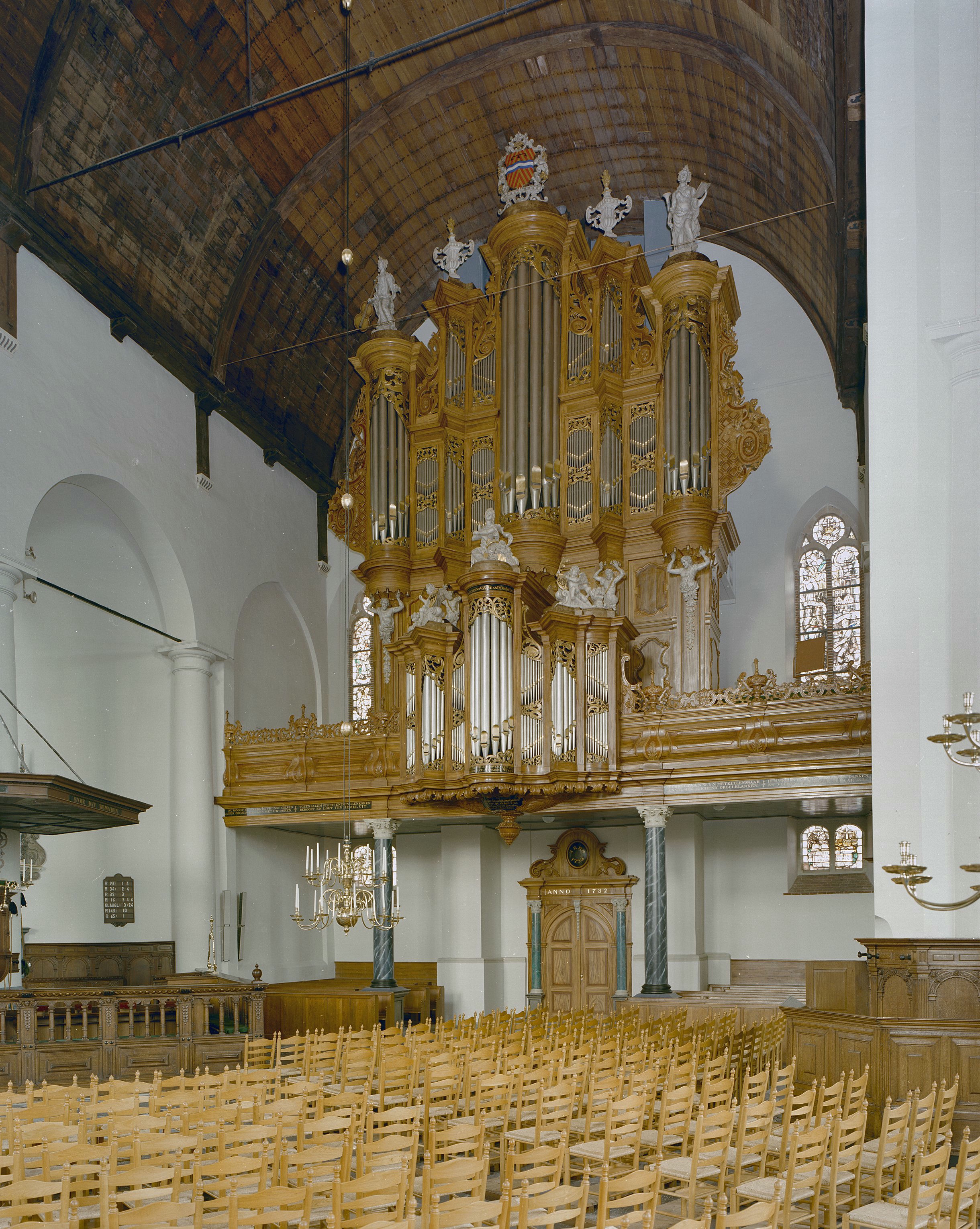
Orgelprospekt mit Rückpositiv

## Ausstattung
Das Kirchengebäude ist innen durch hölzerne Tonnengewölbe geschlossen, die von vier Vierungspfeilern mit angesetzten Halbsäulen und ansonsten von freistehenden Säulen getragen werden. Zum Inventar zählen eine Chorschranke mit höherem, von Giebeln bekröntem Mittelteil, das Taufgestühl und eine reich geschnitzte Kanzel, alle aus der Mitte des 17. Jahrhunderts. Fünf Messingkronenleucher stammen aus dem 18. Jahrhundert. Ein Schild im Renaissancestil und eine Fischerzunfttafel (1649) mit von Abraham van Beijeren gemalten Seestücken ist weiter zu erwähnen. Der Glockenturm von ca. 1645 trägt ein Geläut, das aus einer Glocke von F. Simon und J. Paris, 1655, Durchmesser 152,1 cm, und einer Glocke von einer anonymen Gießerei, 1639, Durchmesser 30 cm, besteht. Eine mechanische, schmiedeeiserne Turmuhr wurde 1639 von Coenraet Hermensz Brinkman geschaffen.

## Orgel
Die Orgel in der Groote Kerk wurde zwischen 1730 und 1732 vom Orgelbauer Rudolf Garrels im Auftrag von Govert van Wijn, einem wohlhabenden Maassluiser Bürger, erbaut. Am 4. Dezember 1732, Van Wijns 90. Geburtstag, wurde die Orgel eingeweiht. Im Laufe der Jahrhunderte wurde die Orgel an den sich wandelnden Musikgeschmack angepasst. Im 20. Jahrhundert wurde sie mehrfach überarbeitet und schließlich 1978 die ursprüngliche Disposition und Traktur wiederhergestellt; die letzte Restaurierung erfolgte im Jahr 2008 durch Pels & van Leeuwen. Sie hat 47 Register auf drei Manualen und Pedal.
Gemäß seiner Ernennungsurkunde ist der Organist verpflichtet, mehrmals im Jahr ein Orgelkonzert zu geben. Der Erlös daraus wird zum Teil für die Instandhaltung der Orgel verwendet. Erster Organist ist seit 1984 Jaap Kroonenburg, der Feike Asma in diesem Amt ablöste.
Die Disposition der Orgel lautet:
| I Rugwerk C–g3    |     |
| Prestant D        | 16′ |
| Prestant          | 8′  |
| Holpijp           | 8′  |
| Octaaf            | 4′  |
| Roerfluit         | 4′  |
| Quint             | 3′  |
| Octaaf            | 2′  |
| Woudfluit         | 2′  |
| Sexquialter III D |     |
| Mixtuur IV–VI     |     |
| Trompet           | 8′  |
| Tremulant         |     |

| II Hoofdwerk C–g3 |     |
| Prestant          | 16′ |
| Octaaf            | 8′  |
| Holpijp           | 8′  |
| Octaaf            | 4′  |
| Nachthoorn        | 4′  |
| Quint             | 3′  |
| Octaaf            | 2′  |
| Cornet IV         |     |
| Mixtuur IV–VI     |     |
| Scherp IV         |     |
| Dulciaan          | 16′ |
| Trompet           | 8′  |

| III Bovenwerk C–g3 |    |           |
| Baarpijp           | 8′ |           |
| Holpijp            | 8′ |           |
| Quintadeen         | 8′ |           |
| Viola              | 8′ |           |
| Prestant           | 4′ |           |
| Fluit              | 4′ |           |
| Nasard             | 3′ |           |
| Octaaf             | 2′ |           |
| Sifflet            | 1′ |           |
| Mixtuur IV–V       |    |           |
| Tertiaan II        |    |           |
| Trompet            | 8′ | 1840/1975 |
| Vox Humana         | 8′ |           |
| Dulciaan           | 8′ |           |
| Tremulant          |    |           |

| Pedal C–f1 |     |                         |
| Subbas     | 16′ | 1938, selbständige Lade |
| Bourdon    | 16′ | offen                   |
| Subbas     | 16′ |                         |
| Roerquint  | 12′ |                         |
| Octaaf     | 8′  |                         |
| Octaaf     | 4′  |                         |
| Mixtuur V  |     |                         |
| Bazuin     | 32′ | 1975, selbständige Lade |
| Bazuin     | 16′ |                         |
| Trompet    | 8′  |                         |
| Trompet    | 4′  |                         |

- Koppeln: I/II, III/II, I/P, II/P, III/P